# Siège de Taganrog
Guerre de Crimée
Batailles
- Isaccea (10-1853)
- Oltenița (11-1853)
- Pitsounda (11-1853)
- Sinope (11-1853)
- Cetate (12-1853)
- Silistra (04-1854)
- Kurekdere (08-1854)
- Bomarsund (08-1854)
- Petropavlovsk (08-1854)
- Alma (09-1854)
- Sébastopol (10-1854)
- Balaklava (10-1854)
- Inkerman (11-1854)
- Eupatoria (02-1855)
- Taganrog (05-1855)
- Kars (07-1855)
- Tchernaïa (08-1855)
- Malakoff (09-1855)
- Kanghil (09-1855)
- Kinbourn (10-1855)

Le siège de Taganrog, lors de la guerre de Crimée, désigne une série de tentatives des Britanniques et Français pour accéder à Rostov-sur-le-Don, ville importante pour les opérations militaires russes dans le Caucase.

## Prodromes
Au printemps 1855, les Alliés britanniques et français décidèrent de lancer des opérations dans la mer d'Azov, pour couper les lignes arrières russes de la péninsule de Taman, qui approvisionnaient la Crimée. Ils occupèrent le détroit de Kertch et choisirent la ville de Taganrog comme point d'appui pour atteindre Rostov-sur-le-Don. Au printemps 1855, une armée de 16 000 hommes assiégea la ville, défendue par deux régiments de Cosaques du Don et une garnison de 630 hommes.

## Première phase
Entre le 12 mai et le 22 mai, les alliés menèrent une première tentative de négociation de la reddition de la ville, rejetée par son gouverneur Iegor Petrovitch Tolstoï. Un premier débarquement allié fut repoussé par les Cosaques.

## Deuxième phase
Consécutivement à cette première tentative, les Russes renforcèrent la rive orientale de la mer d'Azov. Les alliés tentèrent une nouvelle série de bombardements du 7 au 28 juillet, mais la présence d'une canonnière arrêta l'offensive.

## Troisième phase
Une troisième tentative échoua du 19 au 31 août mais les fortifications avaient été renforcées et les mouvements alliés vers la ville furent stoppés par le feu adverse empêchant toute manœuvre à proximité de la ville.

## Conclusion
Les opérations alliés dans la mer d'Azov cessèrent le 23 octobre 1855 et leurs forces furent reconcentrées en Crimée. Les forces russes se retirèrent le 21 juin 1856.
 Le conflit coûta à la ville de Taganrog plus d'un million de roubles de dégâts. Des dommages considérables furent causés aux structures locales qui comptent vingt manoirs complètement détruits, soixante-quatorze été endommagés dans une certaine mesure, ce à quoi s'ajoutent cent quatre-vingt-neuf autres bâtiments, principalement des greniers et des entrepôts, qui ont été détruits ainsi qu'une cinquantaine d'autres endommagés. Le tsar Alexandre II exempta les citoyens de la ville d'avoir à payer des impôts pour l'année 1857.
 Parmi les combattants russes, cent soixante-trois soldats ont reçu des médailles et des ordres militaires en raison de leur service pendant le siège.